# Distrito electoral de Webster (condado de Hitchcock, Nebraska)
Webster (en inglés: Webster Precinct) es un distrito electoral ubicado en el condado de Hitchcock en el estado estadounidense de Nebraska. En el Censo de 2010 tenía una población de 29 habitantes y una densidad poblacional de 0,31 personas por km².

## Geografía
Webster se encuentra ubicado en las coordenadas 40°12′48″N 101°16′21″O / 40.21333, -101.27250. Según la Oficina del Censo de los Estados Unidos, Webster tiene una superficie total de 94.08 km², de la cual 94.03 km² corresponden a tierra firme y (0.05%) 0.05 km² es agua.

## Demografía
Según el censo de 2010, había 29 personas residiendo en Webster. La densidad de población era de 0,31 hab./km². De los 29 habitantes, Webster estaba compuesto por el 100% blancos, el 0% eran afroamericanos, el 0% eran amerindios, el 0% eran asiáticos, el 0% eran isleños del Pacífico, el 0% eran de otras razas y el 0% pertenecían a dos o más razas. Del total de la población el 0% eran hispanos o latinos de cualquier raza.